# Prąd pełzający
Prąd pełzający (ang. tracking) – prąd elektryczny płynący w ścieżkach przewodzących, tworzących się na powierzchni stałego materiału izolacyjnego w wyniku działania pola elektrycznego elektrolitycznego zanieczyszczenia tej powierzchni.